# Liste antiker Ortsnamen und geographischer Bezeichnungen/Rh
| Lateinischer Name               | Griechischer Name                                      | Beschreibung                                                   | Heute                                                                         | Quellen und Verweise | Lage |
| ------------------------------- | ------------------------------------------------------ | -------------------------------------------------------------- | ----------------------------------------------------------------------------- | -------------------- | ---- |
| Rha                             |                                                        |                                                                |                                                                               | Smith;               |      |
| Rhaabeni                        |                                                        |                                                                |                                                                               | Smith;               |      |
| Rhabdium                        |                                                        |                                                                |                                                                               | Smith;               |      |
| Rhacalani                       |                                                        |                                                                |                                                                               | Smith;               |      |
| Rhacatae                        |                                                        |                                                                |                                                                               | Smith;               |      |
| Rhacotis                        |                                                        |                                                                |                                                                               | Smith;               |      |
| Rhaeba                          |                                                        |                                                                |                                                                               | Smith;               |      |
| Rhaedestus, Raedestum, Bisanthe | Ῥαίδεστος (Rhaidestos), Ῥαίδεστον (Rhaideston)         | Hafenstadt an der Propontis                                    | Tekirdağ am Marmarameer in der Türkei                                         | Smith;               |      |
| Rhaeteae                        |                                                        |                                                                |                                                                               | Smith;               |      |
| Rhaetia                         | Ῥαιτία (Rhaitia)                                       | römische Provinz Rätien                                        | Teile Süddeutschlands und der Alpen                                           | Smith;               |      |
| Rhagae                          |                                                        |                                                                |                                                                               | Smith;               |      |
| Rhagiana                        |                                                        |                                                                |                                                                               | Smith;               |      |
| Rhamae                          |                                                        |                                                                |                                                                               | Smith;               |      |
| Rhamanltae                      |                                                        |                                                                |                                                                               | Smith;               |      |
| Rhamidava                       |                                                        |                                                                |                                                                               | Smith;               |      |
| Rhamnus                         | Ῥαμνοῦς (Rhamnous)                                     | Ort an der Nordostküste Attikas                                | 12 km nordöstlich von Marathon am Golf von Euböa in Griechenland              | Smith (1);           |      |
| Rhapsii Aethiopes               |                                                        |                                                                |                                                                               | Smith;               |      |
| Rhapta                          | Ῥαπτά (Rhapta)                                         | Markt an der ostafrikanischen Küste                            |                                                                               | Smith;               |      |
| Rhaptum Promontorium            |                                                        |                                                                |                                                                               | Smith;               |      |
| Rhaptus Fluvius                 |                                                        |                                                                |                                                                               | Smith;               |      |
| Rhastia                         |                                                        |                                                                |                                                                               | Smith;               |      |
| Rhatostathybius                 |                                                        |                                                                |                                                                               | Smith;               |      |
| Rhaucus                         |                                                        |                                                                |                                                                               | Smith;               |      |
| Rhebas                          |                                                        |                                                                |                                                                               | Smith;               |      |
| Rhedones                        |                                                        |                                                                |                                                                               | Smith;               |      |
| Rhegium                         | Ῥήγιον (Rhēgion)                                       | bedeutende Kolonie von Magna Graecia                           | Reggio Calabria in Italien                                                    | Smith;               |      |
| Rhegium                         | Ῥήγιον (Rhēgion)                                       | Stadt in Thrakien                                              | Küçükçekmece, Vorstadt von Istanbul in der Türkei                             | Smith;               |      |
| Rhegma                          |                                                        |                                                                |                                                                               | Smith;               |      |
| Rhegmaa                         |                                                        |                                                                |                                                                               | Smith;               |      |
| Rheimea                         |                                                        |                                                                |                                                                               | Smith;               |      |
| Rheithrum                       |                                                        |                                                                |                                                                               | Smith;               |      |
| Rheiti                          |                                                        |                                                                |                                                                               | Smith;               |      |
| Rheneia                         |                                                        |                                                                |                                                                               | Smith;               |      |
| Rheni                           |                                                        |                                                                |                                                                               | Smith;               |      |
| Rhenus                          | Ῥῆνος (Rhēnos)                                         | Strom in Germanien und Grenze der Germania magna               | Rhein                                                                         | Smith;               |      |
| Rhenus                          |                                                        | Fluss in Gallia cispadana                                      | Reno in der Emilia-Romagna                                                    | Smith;               |      |
| Rhesaena                        |                                                        |                                                                |                                                                               | Smith;               |      |
| Rhetico                         |                                                        |                                                                |                                                                               | Smith;               |      |
| Rhidagus                        |                                                        |                                                                |                                                                               | Smith;               |      |
| Rhinocorura                     | Ῥινοκόρουρα (Rhinokoroura), Ῥινοκόλουρα (Rhinokoloura) | Ort bzw. Fluss an der Grenze von Ägypten und Palästina         |                                                                               | Smith;               |      |
| Rhipaei Montes                  |                                                        |                                                                |                                                                               | Smith;               |      |
| Rhipe                           |                                                        |                                                                |                                                                               | Smith;               |      |
| Rhispia                         |                                                        |                                                                |                                                                               | Smith;               |      |
| Rhithymna                       | Ῥίθυμνα (Rhithymna)                                    | Stadt auf Kreta                                                | Rethymno auf Kreta                                                            | Smith;               |      |
| Rhium                           |                                                        |                                                                |                                                                               | Smith;               |      |
| Rhiusiava                       |                                                        |                                                                |                                                                               | Smith;               |      |
| Rhizana                         |                                                        |                                                                |                                                                               | Smith;               |      |
| Rhizenia                        | Ῥιζηνία (Rhizēnia)                                     | Ort auf Kreta, etwa auf halbem Weg zwischen Knossos und Gortyn | nahe dem Dorf Prinias, 35 km südwestlich von Iraklion                         | Smith;               |      |
| Rhizius                         |                                                        |                                                                |                                                                               | Smith;               |      |
| Rhizon                          |                                                        |                                                                |                                                                               | Smith;               |      |
| Rhizonicus Sinus                |                                                        |                                                                |                                                                               | Smith;               |      |
| Rhizophagi Aethiopes            |                                                        |                                                                |                                                                               | Smith;               |      |
| Rhizus                          | Ῥιζοῦς (Rhizous)                                       | Stadt in Pontos                                                | Rize am Schwarzen Meer in der Türkei                                          | Smith;               |      |
| Rhizus                          | Ῥιζοῦς (Rhizous)                                       | Küstenstadt der Magnesier in Thessalien, am Fuß des Ossa       | südlich von Kokkino Nero bei Stomio in Griechenland                           | Smith;               |      |
| Rhocca                          |                                                        |                                                                |                                                                               | Smith;               |      |
| Rhoda, Rhodus                   | Ῥόδη (Rhodē)                                           | Emporium an der Küste von Hispania Tarraconensis               | am Ort der Ciutadella de Roses in Roses in Katalonien                         | Smith;               |      |
| Rhodanus                        | Ῥοδανός (Rhodanos)                                     | Fluss in Gallien                                               | Rhone in der Schweiz und Frankreich                                           | Smith;               |      |
| Rhodanusia                      |                                                        |                                                                |                                                                               | Smith;               |      |
| Rhode Fluvius                   |                                                        |                                                                |                                                                               | Smith;               |      |
| Rhodiapolis, Rhodia             | Ῥοδία (Rhodia)                                         | Stadt in Lykien                                                | 3 km nordwestlich vom Stadtzentrum von Kumluca in der Türkei                  | Smith;               |      |
| Rhodiorum Regio                 |                                                        |                                                                |                                                                               | Smith;               |      |
| Rhodius                         | Ῥόδιος (Rhodios)                                       | Fluss in der Troas                                             |                                                                               | Smith;               |      |
| Rhodope                         | Ῥοδόπη (Rhodopē)                                       | Gebirge an der Grenze von Thrakien und Makedonien              | Rhodopen, großenteils in Südbulgarien, zum kleineren Teil in Nordgriechenland | Smith;               |      |
| Rhoduntia                       |                                                        |                                                                |                                                                               | Smith;               |      |
| Rhodus                          | Ῥόδος (Rhodos)                                         | große Insel in der Ägäis                                       | Rhodos                                                                        | Smith;               |      |
| Rhodussa                        |                                                        |                                                                |                                                                               | Smith;               |      |
| Rhodussae                       |                                                        |                                                                |                                                                               | Smith;               |      |
| Rhoe                            |                                                        |                                                                |                                                                               | Smith;               |      |
| Rhoetaces                       |                                                        |                                                                |                                                                               | Smith;               |      |
| Rhoeteum                        |                                                        |                                                                |                                                                               | Smith;               |      |
| Rhogana                         |                                                        |                                                                |                                                                               | Smith;               |      |
| Rhogandani                      |                                                        |                                                                |                                                                               | Smith;               |      |
| Rhoge                           |                                                        |                                                                |                                                                               | Smith;               |      |
| Rhogonis                        |                                                        |                                                                |                                                                               | Smith;               |      |
| Rhoscopus                       |                                                        |                                                                |                                                                               | Smith;               |      |
| Rhosologiacum                   |                                                        |                                                                |                                                                               | Smith;               |      |
| Rhosus                          |                                                        | Ort an der Küste von Kilikien                                  | Uluçınar im Kreis İmamoğlu in der Türkei                                      | Smith;               |      |
| Rhoxolani                       |                                                        |                                                                |                                                                               | Smith;               |      |
| Rhuana                          |                                                        |                                                                |                                                                               | Smith;               |      |
| Rhubon                          | Ῥούβωνος (Rhoubōnos)                                   | Fluss in Sarmatien                                             | Düna, fließt durch Russland, Belarus und Lettland, mündet in die Rigaer Bucht | Smith;               |      |
| Rhubricatus                     |                                                        |                                                                |                                                                               | Smith;               |      |
| Rhudiae                         |                                                        |                                                                |                                                                               | Smith;               |      |
| Rhus                            | Ῥοῦς (Rhous)                                           | Ort in Megara                                                  |                                                                               | RE Ῥοῦς; Smith;      |      |
| Rhusium                         | Ῥούσιον (Rhousion)                                     | Stadt in Thrakien                                              |                                                                               | Smith;               |      |
| Rhutupiae                       |                                                        |                                                                |                                                                               | Smith;               |      |
| Rhymmici Montes                 |                                                        |                                                                |                                                                               | Smith;               |      |
| Rhyndacus                       | Ῥύνδακος (Rhyndakos)                                   | Fluss in Kleinasien                                            |                                                                               | Smith;               |      |
| Rhypes                          | Ῥύπες (Rhypes)                                         | Stadt am Golf von Korinth                                      |                                                                               | Smith;               |      |
| Rhytium                         |                                                        |                                                                |                                                                               | Smith;               |      |